# Mrákotín, Jihlava
Mrákotín là một chợ huyện thuộc huyện Jihlava, vùng Vysočina, Cộng hòa Séc.